# LATAM Airlines Peru
LATAM Airlines Peru é uma empresa aérea peruana, filial da LATAM Airlines Group. É a maior empresa aérea do país e tem a sua sede localizada na capital, Lima.
A sociedade LAN Perú é propriedade de três grupos:  Emilio Rodríguez Larraín (Peru) con  30% de participação acionária, Inversiones Aéreas (Peru) com 21 % de participacão e LAN Airlines (Chile) con os 49% restantes. De acordo com as leis peruanas nenhuma empresa estrangeira pode possuir uma participação maior que 49% em ações em uma companhia aérea.
Seu centro de operações é o Aeroporto Internacional Jorge Chávez (LIM) na cidade de Lima. Oferece 14 destinos nacionais e 20 internacionais.
Em 2008 transportou cerca de 3 milhões e meio de passageiros sendo 2 milhoes e 900 mil no mercado doméstico.

## História
A companhia foi criada em julho de 1998 e começou as suas operações em 2 de julho de 1999 com a rota Lima-Cusco-Arequipa. Em 15 de novembro de 1999 foi aberta a rota para Miami.
Em 2002 foi transformada em filial da LAN e em 2004 incorporada a holding LAN Airlines com a mudança da razão social da empresa matriz.Em 2008 incorporou a sua frota 8 Airbus A319 para substituir os 7 utilizados nas rotas domésticas. Em outubro de 2009 recebeu autorização para prestar serviços de  manutenção de aeronaves.

## Frota
A frota da LATAM Perú consiste nas seguintes aeronaves (Atualizado em Janeiro de 2024):
| Aeronave        | Em serviço | Pedidos | Notas                          |
| --------------- | ---------- | ------- | ------------------------------ |
| Airbus A319-100 | 9          | -       |                                |
| Airbus A320-200 | 26         | -       | 5 são equipados com Sharklets. |
| Airbus A320Neo  | 2          |         |                                |
| Total           | 37         | -       |                                |